# 安藤家住宅 (三鷹市)
安藤家住宅（あんどうけじゅうたく）は、東京都三鷹市井の頭三丁目に所在する、1941年（昭和16年）建築の歴史的建造物（民家）。
昭和初期の井の頭地区の住宅開発の様子を示している。2004年（平成16年）に、国の登録有形文化財（建造物）に登録された。

## 文化財
登録有形文化財（建造物）
安藤家住宅主屋
登録年月日:2004年（平成16年）7月23日、種別:住宅/建築物、登録基準:国土の歴史的景観に寄与しているもの。
年代:1941年（昭和16年）建築、木造平屋建、瓦葺、建築面積188 m2。

## 交通
鉄道
 • 京王井の頭線 - 井の頭公園駅より徒歩3分